# Eparchie minusinská
Eparchie minusinská je eparchie ruské pravoslavné církve nacházející se v Rusku.

## Území a titul biskupa
Zahrnuje správní hranice území městského okruhu Minusinsk a také Minusinského, Jermakovského, Idrinského, Karatuzského, Krasnoturanského, Kuraginského a Šušenského rajónu Krasnojarského kraje.
Eparchiálnímu biskupovi náleží titul biskup minusinský a kuraginský.

## Historie
Vznik biskupského stolce v Minusinsku je spojen s odporem věřících vůči renovačnímu schizmatu, který začal v roce 1922. Více než dvacet pravoslavných komunit na jihu Jenisejské gubernie zvolilo duchovního otce minusinského pokrovského monastýru archimandritu Dimitrije (Vologodského) za biskupa minusinského. Bylo rozhodnuto jej tajně poslat do Moskvy na biskupskou chirotonii. Biskupskou chirotonii získal až 19. května 1923 v Archangelsku, kde byli v té době v exilu arcibiskup věrejský a vikář moskevské eparchie Ilarion (Troickij) a také biskup ladožský a vikář leningradské metropole Innokentij (Tichonov).
Formálně byla eparchie vikarijní ale de facto poté co se biskup Nazarij (Andrejev) obrátil k renovacionismu neexistoval biskup kterému by byl biskup Dimitrij podřízený. Následně patriarcha Tichon udělil biskupu Dimitrijovi status vládnoucího biskupa a eparchie kterou vedl se stala známá jako eparchie minusinská a usinská. Zahrnovala farnosti Minusinského ujezdu, Jenisejské gubernie a Tuvinské aratské republiky. Ze 125 farností eparchie patřilo 115 k renovacionistům. Prostřednictvím práce prvního minusinského biskupa Dimitrije se v krátké době do patriarchální církve vrátilo 95 farností a koncem 20. let 20. století renovacionismus v  Minusinsku zanikl.
Dne 10. září 1928 byla eparchie přeměněna na vikariát jenisejské eparchie. 
Dne 24. července 1935 se biskup Dimitrij vrátil z exilu a byl znovu jmenován biskupem minusinským. Dne 30. března 1936 byl povýšen na arcibiskupa. Po zatčení a popravě arcibiskupa Dimitrije v roce 1937 eparchie zanikla.
Dne 28. prosince 2018 byla rozhodnutím Svatého synodu opět zřízena minusinská eparchie a to oddělením území z krasnojarské eparchie. Stala se součástí krasnojarské metropole.

## Seznam biskupů

### Minusinská eparchie
- 1923–1928 Dimitrij (Vologodskij)

### Minusinský vikariát jenisejské eparchie
- 1928–1933 Dimitrij (Vologodskij)
- 1933–1933 Dionisij (Prozorovskij)
- 1934–1935 Antonij (Milovidov)
- 1935–1937 Dionisij (Prozorovskij)

### Minusinská eparchie
- 1935–1937 Dimitrij (Vologodskij)
  - 1937–2018 eparchie zrušena
- 2018–2021 Nikanor (Anfilatov)
- 2021–2023 Panteleimon (Kutovoj), dočasný administrátor
- 2023–2024 Ignatij (Punin)
- od 2024 Serafim (Pasanajev)